# プリンストン (企業)
株式会社プリンストン（Princeton Ltd.）は、東京都港区に本社を置く、コンピュータ周辺機器、ビデオ会議システムの製造・輸入・販売を行っている独立系IT商社である。

## 沿革
- 1995年
  - プリンストンテクノロジー株式会社設立[2]。
  - 自社ブランドメモリモジュールと、キングストンテクノロジー社メモリモジュールの販売開始[2]。
- 1997年 - ポリコム社と正規輸入販売代理店契約を締結[2]。
- 1998年 - PC周辺機器事業に進出[2]。
- 2000年 - 大阪日本橋に大阪支店開設[2]。
- 2001年 - 台湾・ATEN社KVM切替スイッチの販売開始[2]。
- 2002年 - NAS製品の販売開始[2]。
- 2003年 - キングストンテクノロジー社とメモリモジュールの正規輸入販売代理店契約を締結[2]。
- 2006年 - ポリコム社プラチナリセラーの認証を取得[2]。
- 2008年 - Proware社NAS製品の販売開始[2]。
- 2014年
  - 株式会社プリンストンに商号変更[3]。
  - Drobo社と正規輸入代理店契約締結[3]。
- 2016年 - デルタパス社と販売代理店契約締結[3]。
- 2018年 - ドルビーラボラトリーズと国内代理店契約締結[3]。
- 2019年 - ブルージーンズ ネットワークと国内代理店契約締結[3]。
- 2020年 - ミナトホールディングスが全株式を取得し、同社の子会社となる[4]。
- 2022年
  - Pexip社と販売代理店契約締結[2]。
  - 大阪支店を大阪市中央区北浜・小寺プラザに移転[2]。
  - 本社を東京都千代田区から港区に移転[5]。
- 2023年
  - Yealink社製ビデオ会議製品販売開始

## 事業所
- 本社 - 東京都港区新橋4-21-3 新橋東急ビル5F
- 大阪支店 - 大阪府大阪市中央区北浜2-5-23 小寺プラザ9F
- 名古屋支店 - 愛知県名古屋市中区錦2-2-13 名古屋センタービル6F

## 主要代理店製品
- Poly（ビデオ会議システム（テレビ会議システム））
- キングストンテクノロジー（メモリモジュール）
- ATEN（KVMスイッチ）